# Meike Babel
Meike Babel (Langen, 22 november 1974) is een voormalig tennisspeelster uit Duitsland, die vanaf 1991 als professional speelde. Zij beëindigde haar loopbaan in 2000. Na haar loopbaan werkte zij in de Verenigde Staten als assistent-coach in het universiteitstennis.
Op de WTA-tour won Babel geen titels in het enkelspel. Ze speelde wel drie finales en won één toernooi op de ITF-tour. Haar beste prestatie op een grandslamtoernooi was de derde ronde op zowel de Australian Open in 1993 en Australian Open in 1995 en op Roland Garros in 1997. De hoogste ranking in het enkelspel van Babel was 27.
In het dubbelspel speelde zij drie finales op de WTA-tour. Ze wist één titel te behalen in 1998, toen ze met de Belgische Laurence Courtois het toernooi van Istanbul won. Ze won ook twee toernooien op de ITF-tour. Ze kwam in 1995 en van 1997 tot en met 1998 uit voor het Duitse Fed Cup-team.

## Posities op deWTA-ranglijst
Positie per einde seizoen:
| jaar | rang enkelspel | rang dubbelspel |
| ---- | -------------- | --------------- |
| 1990 | 501            | –               |
| 1991 | 142            | 185             |
| 1992 | 86             | 164             |
| 1993 | 48             | 144             |
| 1994 | 46             | 92              |
| 1995 | 32             | 100             |
| 1997 | 117            | 100             |
| 1998 | 102            | 59              |
| 2000 | 423            | 285             |

## Palmares
| Legenda                |
| ---------------------- |
| Grandslamtoernooi      |
| Olympische Spelen      |
| Year-End Championships |
| Tier I                 |
| Tier II                |
| Tier III               |
| Tier IV & V            |

### WTA-finaleplaatsen enkelspel
| nr.              | finaledatum | toernooi    | ondergrond | tegenstandster    | score         |         |
| ---------------- | ----------- | ----------- | ---------- | ----------------- | ------------- | ------- |
| gewonnen finales |             |             |            |                   |               |         |
| geen             |             |             |            |                   |               |         |
| verloren finales |             |             |            |                   |               |         |
| 1.               | 1992-05-10  | WTA Waregem | gravel     | Wiltrud Probst    | 2-6, 3-6      | details |
| 2.               | 1993-07-18  | WTA Praag   | gravel     | Natalia Medvedeva | 3-6, 2-6      | details |
| 3.               | 1994-02-13  | WTA Linz    | tapijt (i) | Sabine Appelmans  | 1-6, 6-4, 6-7 | details |

### WTA-finaleplaatsen vrouwendubbelspel
| nr.              | finaledatum | toernooi      | ondergrond | partner           | tegenstandsters                      | score    |         |
| ---------------- | ----------- | ------------- | ---------- | ----------------- | ------------------------------------ | -------- | ------- |
| gewonnen finales |             |               |            |                   |                                      |          |         |
| 1.               | 1998-08-09  | WTA Istanbul  | hardcourt  | Laurence Courtois | Åsa Carlsson Florencia Labat         | 6-0, 6-2 | details |
| verloren finales |             |               |            |                   |                                      |          |         |
| 1.               | 1997-07-27  | WTA Warschau  | gravel     | Catherine Barclay | Ruxandra Dragomir Inés Gorrochategui | 4-6, 0-6 | details |
| 2.               | 1997-10-25  | WTA Luxemburg | tapijt (i) | Laurence Courtois | Larisa Neiland Helena Suková         | 2-6, 4-6 | details |

## Resultaten grandslamtoernooien
| Legenda | Legenda                          |
| ------- | -------------------------------- |
| g.t.    | geen toernooi gehouden           |
| l.c.    | lagere categorie                 |
| –       | niet deelgenomen                 |
| G       | uitgeschakeld in de groepsfase   |
| 1R      | uitgeschakeld in de eerste ronde |
| 2R      | uitgeschakeld in de tweede ronde |
| 3R      | uitgeschakeld in de derde ronde  |
| 4R      | uitgeschakeld in de vierde ronde |
| KF      | uitgeschakeld in de kwartfinale  |
| HF      | uitgeschakeld in de halve finale |
| F       | de finale verloren               |
| W       | het toernooi gewonnen            |
| w-v     | winst/verlies-balans             |

### Enkelspel
| Australian Open | 1R | 3R | –  | 3R | –  | 1R | –  | 4-4 |
| Roland Garros   | 1R | 1R | 2R | 2R | 3R | 2R | 2R | 6-7 |
| Wimbledon       | 1R | –  | 2R | 2R | –  | 1R | –  | 2-4 |
| US Open         | 1R | 2R | –  | –  | 2R | 1R | –  | 2-4 |

### Vrouwendubbelspel
| Australian Open | 2R | 1R | –  | 2R | –  | 1R | –  | 2-4 |
| Roland Garros   | 1R | –  | 1R | 1R | 2R | 3R | 1R | 3-6 |
| Wimbledon       | 1R | –  | 1R | 2R | –  | 2R | –  | 2-4 |
| US Open         | –  | –  | –  | –  | 2R | 2R | –  | 2-2 |